# Groupe d'observation des Nations unies au Liban
Le Groupe d'observation des Nations unies au Liban (GONUL) a été mis en place à la suite de la crise de 1958 au Liban, le 11 juin 1958 par la résolution 128 du Conseil de sécurité des Nations unies pour se termine le 9 décembre 1958. Il a pour rôle de surveiller la frontière entre le Liban et la Syrie pour empêcher le transport d'armes.

## Histoire
En raison des conflits internes entre Chrétiens et Musulmans et de la menace d'invasion par la République arabe unie (Égypte et Syrie), le président du Liban avait demandé au Conseil de sécurité des Nations unies d'envoyer un Groupe d'observation dans son pays. Le quartier général du GONUL était à Beyrouth ; il y avait 49 postes d'observateurs disséminés un peu partout au Liban. L'effectif a plafonné à 591 membres, dont 77 officiers, sous-officiers et hommes des forces canadiennes. La crise s'est terminée avec l'arrivée de 14 000 soldats américains et l'élection d'un nouveau président, en juillet 1958. Le GONUL a été dissous après seulement six mois d'existence.

## Décoration

Ruban de la Médaille de la GONUL.

### L'insigne de Médaille du GONUL
Cette médaille était décernée en reconnaissance de 30 jours de service entre le 11 juin et le 9 décembre 1958.

### Le ruban
Le ruban est identique à celui de l'ONUST, c'est-à-dire bleu ONU avec une étroite bande blanche (de 2 mm de largeur) à 6 mm de chaque bord.